# Great Holland
Great Holland is een plaats in het Engelse graafschap Essex. Het maakt deel uit van de civil parish Frinton and Walton. In 1870-72 telde het toen nog zelfstandige dorp 467 inwoners. De dorpskerk heeft een toren uit de vijftiende of zestiende eeuw, de rest ervan dateert uit 1866. De kerk heeft een vermelding op de Britse monumentenlijst.
De plaats grenst aan de bestuurlijk tot Clacton-on-Sea behorende plaats Holland-on-Sea, vroeger bekend als Little Holland.